# Anita Hegerland
Anita Hegerland (n. 3 martie 1961, Sandefjord, Vestfold, Norvegia) este o cântăreață norvegiană cunoscută pentru cariera ei muzicală din copilărie în Scandinavia, Germania, Elveția, Austria, Țările de Jos, Belgia și Luxemburg și pentru colaborarea cu Mike Oldfield.
Este cântăreața cu cele mai bine vândute single-uri solo din Norvegia, cu vânzări de peste 7 milioane de albume și single-uri. Cântecele ei au fost folosite pe aproape 23 de milioane de albume în întreaga lume.
Aceasta a avut cel mai mare succes muzical în Germania, detronând alți artiști norvegieni precum Lene Nystrøm (Aqua), Marit Larsen, Madcon și A-ha.